# Honda CB 600 F Hornet

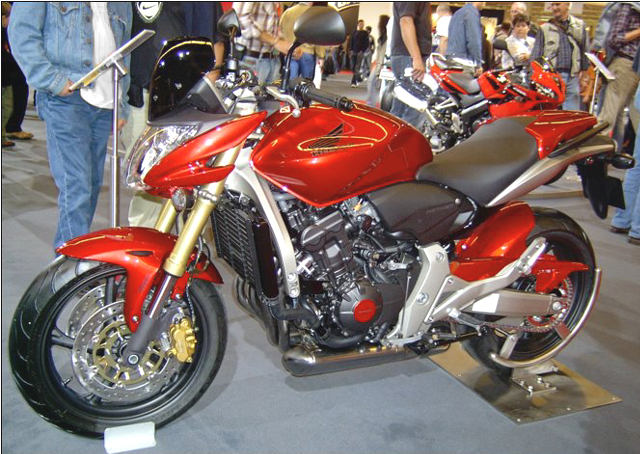
Honda Hornet 600 (Modell 2007)

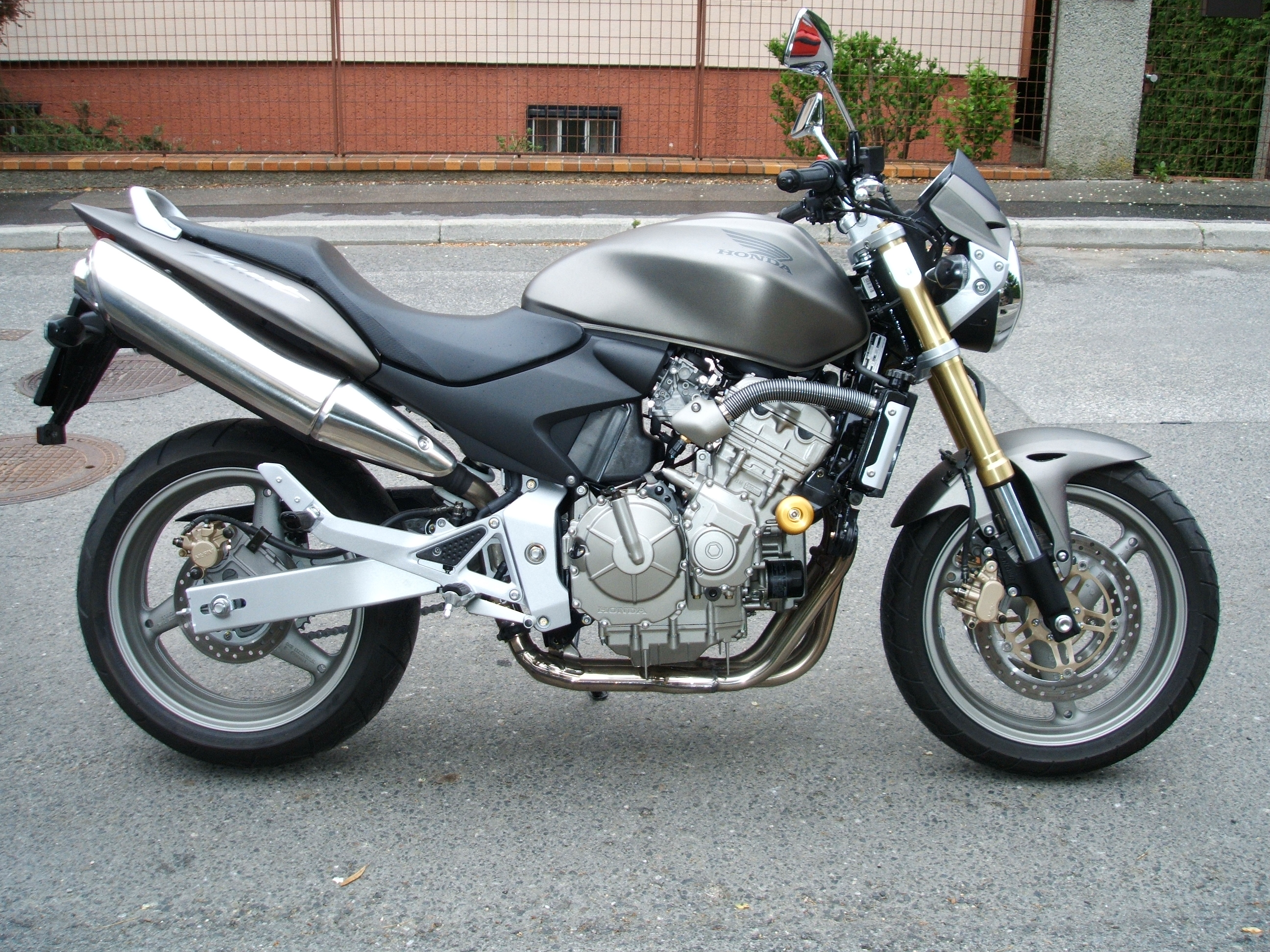
Honda Hornet 600 (Modell 2005/2006)

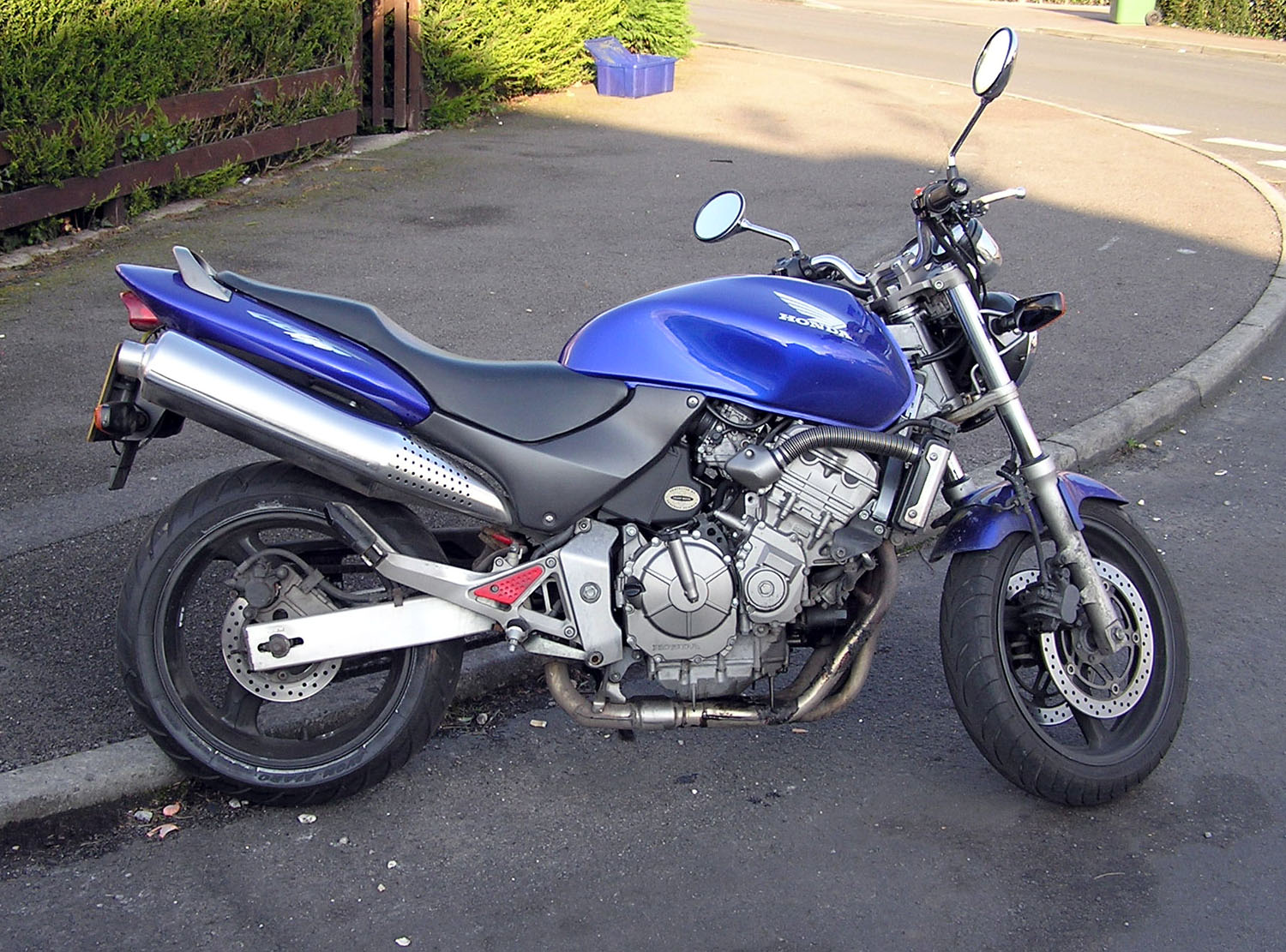
Honda Hornet CB 600 F (2000)

Die CB 600 F Hornet (engl. „Hornisse“) ist ein Motorrad der Kategorie Naked-Bike des japanischen Herstellers Honda. Ursprünglich kam die Hornet als Modell mit 250 cm³ Hubraum in Japan auf den Markt. 1998 folgte die CB 600 F mit dem modifizierten 599 cm³ Motor der CBR 600 F (PC25E) aus dem Jahre 1995. Der Verkauf des Modells PC34 startete weltweit am 6. März 1998. Während das japanische Modell wegen der dort gesetzlich geltenden 180 km/h-Beschränkung mit 51 kW (69 PS) auskommen musste, erreichten die Exportversionen 69 kW (94 PS). Nur für den japanischen Markt waren die Seitendeckel in Fahrzeugfarbe lackiert und die Heckverkleidung trug einen "600F"-Schriftzug.

## Modellgeschichte
Im Jahr 2000 wurde das 16" große und 130 mm breite Vorderrad gegen ein gängigeres 17" Vorderrad ausgetauscht. Im selben Jahr kam ebenfalls eine Hornet-S auf den Markt, die sich optisch durch eine Halbschalenverkleidung unterschied.
Die Version S besitzt bereits ab Bj. 2000 einen elektronischen Tacho, dieser wurde bei der nackten Version erst ab 2003 eingesetzt.
2002 wurde die Fertigung von Japan nach Italien verlegt. Das erste Jahr (2002) in Italien wurde sie technisch fast unverändert unter der neuen Bezeichnung PC 36 weiterproduziert und verkauft (obwohl weitgehend baugleich mit PC 34). Erkennungszeichen ist u. a. das geänderte Dekor mit dem Honda-Flügel statt des bisherigen Hornet-Logos auf dem Tank sowie andere Blinker und ein anders geformtes Schutzblech hinten. Als dann 2003 das neue Modell kam, wurde die Bezeichnung nicht geändert, und das technisch und vom Design veränderte neue Modell wurde ebenfalls als PC36 bezeichnet. Daher müssen Besitzer einer 2002er PC 36 (altes Modell) beim Kauf von Ersatz- und Zubehörteilen darauf achten, dass sie in den meisten Fällen die Teile einer PC34 benötigen.
Eine wesentliche Änderung zwischen PC34 und 36 betrifft die Elektrik, da hierbei von einem mechanischen Tacho auf elektronische Instrumente umgestellt wurde.
Die Modellbezeichnung wurde zum Modelljahr 2006 auf Hornet 600 geändert.
Mit Ablauf des Modelljahres 2012 wurde die Produktion/Weiterentwicklung der Honda Hornet eingestellt. Offizieller Nachfolger ist seit 2014 die Honda CB 650 F.

## Technische Daten
Das Modelljahr 2002 (PC 36) ist technisch identisch mit PC 34.
| Model                            | 1998/1999 (PC34)                                                                                | 2000/2001 (PC34) 2002 (PC36)                                                                    | 2003/2004 (PC36) | 2005/2006 (PC36 mit Facelift) | 2007/2008 (PC41) | 2009 (PC41) | 2011 (PC41)                                                                                     | 2012 (PC41)                                                                                     |
| -------------------------------- | ----------------------------------------------------------------------------------------------- | ----------------------------------------------------------------------------------------------- | --- | --- | --- | --- | ----------------------------------------------------------------------------------------------- | ----------------------------------------------------------------------------------------------- |
| Motor                            | flüssigkeitsgekühlter Vierzylinder-Viertakt-Reihenmotor, DOHC, 16 Ventile                       | flüssigkeitsgekühlter Vierzylinder-Viertakt-Reihenmotor, DOHC, 16 Ventile                       | flüssigkeitsgekühlter Vierzylinder-Viertakt-Reihenmotor, DOHC, 16 Ventile | flüssigkeitsgekühlter Vierzylinder-Viertakt-Reihenmotor, DOHC, 16 Ventile | flüssigkeitsgekühlter Vierzylinder-Viertakt-Reihenmotor, DOHC, 16 Ventile | flüssigkeitsgekühlter Vierzylinder-Viertakt-Reihenmotor, DOHC, 16 Ventile                                            | flüssigkeitsgekühlter Vierzylinder-Viertakt-Reihenmotor, DOHC, 16 Ventile                       | flüssigkeitsgekühlter Vierzylinder-Viertakt-Reihenmotor, DOHC, 16 Ventile                       |
| Bohrung und Hub                  | 65 × 45,2 mm                                                                                    | 65 × 45,2 mm                                                                                    | 65 × 45,2 mm | 65 × 45,2 mm | 67 × 42,5 mm | 67 × 42,5 mm | 67 × 42,5 mm                                                                                    | 67 × 42,5 mm                                                                                    |
| Hubraum                          | 600 cm³                                                                                         | 599 cm³                                                                                         | 600 cm³ | 600 cm³ | 599 cm³ | 599 cm³ | 599 cm³                                                                                         | 599 cm³                                                                                         |
| Verdichtungsverhältnis           | 12:1                                                                                            | 12:1                                                                                            | 12:1 | 12:1 | 12:1 | 12:1 | 12:1                                                                                            | 12:1                                                                                            |
| Gemischaufbereitung              | vier 34-mm-Gleichdruck-Flachschiebervergaser                                                    | vier 34-mm-Gleichdruck-Flachschiebervergaser                                                    | vier 34-mm-Gleichdruck-Flachschiebervergaser | vier 34-mm-Gleichdruck-Flachschiebervergaser | PGM-FI elektronische Kraftstoffeinspritzung | PGM-FI elektronische Kraftstoffeinspritzung                                                                          | PGM-FI elektronische Kraftstoffeinspritzung                                                     | PGM-FI elektronische Kraftstoffeinspritzung                                                     |
| max. Leistung                    | 69 kW (94 PS) bei 12.000/min bzw. 25 kW (34 PS) bei 8.000/min                                   | 70 kW (95 PS) bei 12.000/min                                                                    | 71 kW (97 PS) bei 12.000/min | 71 kW (97 PS) bei 12.000/min | 75 kW (102 PS) bei 12.000/min | 75 kW (102 PS) bei 12.000/min                                                                                        | 75 kW (102 PS) bei 12.000/min                                                                   | 75 kW (102 PS) bei 12.000/min                                                                   |
| max. Drehmoment                  | 62 Nm bei 9.500/min bzw. 38 Nm (25 kW) bei 3.500/min                                            | 65 Nm bei 10.000/min                                                                            | 63 Nm bei 9.500/min | 63 Nm bei 9.500/min | 63,5 Nm bei 9.500/min | 64 Nm bei 10.500/min                                                                                                 | 64 Nm bei 10.500/min                                                                            | 63,5 Nm bei 10.500/min                                                                          |
| Beschleunigung                   |                                                                                                 |                                                                                                 | 0–100 km/h: 3,3 sek 0–140 km/h: 5,9 sek 0–200 km/h: 14,3 sek | | | |                                                                                                 |                                                                                                 |
| Höchstgeschwindigkeit            | 227                                                                                             |                                                                                                 | 229 km/h | | | |                                                                                                 |                                                                                                 |
| Zündung                          | digitale Transistorzündung mit elektronischer Frühverstellung                                   | digitale Transistorzündung mit elektronischer Frühverstellung                                   | digitale Transistorzündung mit elektronischer Frühverstellung | digitale Transistorzündung mit elektronischer Frühverstellung | digitale Transistorzündung mit elektronischer Frühverstellung | digitale Transistorzündung mit elektronischer Frühverstellung                                                        | digitale Transistorzündung mit elektronischer Frühverstellung                                   | digitale Transistorzündung mit elektronischer Frühverstellung                                   |
| Abgasreinigung                   | Sekundärluftsystem (Euro 1)                                                                     | Sekundärluftsystem (Euro 1)                                                                     | Sekundärluftsystem (Euro 1) | Sekundärluftsystem (Euro 1) | geregelter Katalysator (Euro 3) | geregelter Katalysator (Euro 3)                                                                                      | geregelter Katalysator (Euro 3)                                                                 | geregelter Katalysator (Euro 3)                                                                 |
| Radaufhängung vorne              | 41-mm-Teleskopgabel                                                                             | 41-mm-Teleskopgabel                                                                             | 41-mm-Teleskopgabel | 41-mm-Upside-Down-Gabel | 41-mm-Upside-Down-Gabel | 41-mm-Upside-Down-Gabel                                                                                              | 41-mm-Upside-Down-Gabel                                                                         | 41-mm-Upside-Down-Gabel mit HMAS-Kartuschen                                                     |
| Federweg vorn                    | 125 mm                                                                                          | 125 mm                                                                                          | 120 mm | 120 mm | 120 mm | 120 mm | 120 mm                                                                                          | 120 mm                                                                                          |
| Radaufhängung hinten             | Zweiarm-Kastenschwinge, zentrales Monoshock-Federbein mit 7-fach einstellbarer Federvorspannung | Zweiarm-Kastenschwinge, zentrales Monoshock-Federbein mit 7-fach einstellbarer Federvorspannung | Zweiarm-Kastenschwinge, zentrales Monoshock-Federbein mit 7-fach einstellbarer Federvorspannung | Zweiarm-Kastenschwinge, zentrales Monoshock-Federbein mit 7-fach einstellbarer Federvorspannung | Zweiarm-Kastenschwinge, zentrales Monoshock-Federbein mit 7-fach einstellbarer Federvorspannung                                                                                               | Zweiarm-Kastenschwinge, zentrales Monoshock-Federbein mit 7-fach einstellbarer Federvorspannung                      | Zweiarm-Kastenschwinge, zentrales Monoshock-Federbein mit 7-fach einstellbarer Federvorspannung | Zweiarm-Kastenschwinge, zentrales Monoshock-Federbein mit 7-fach einstellbarer Federvorspannung |
| Federweg hinten                  | 159 mm                                                                                          | 128 mm                                                                                          | 128 mm | 128 mm | 128 mm | 128 mm | 128 mm                                                                                          | 128 mm                                                                                          |
| Felgen vorne                     | 3,50 x 16" Leichtmetallgussfelge mit drei Speichen                                              | 3,50 × 17" Leichtmetallgussfelge mit drei Speichen                                              | 3,50 × 17" Leichtmetallgussfelge mit drei Speichen | 3,50 × 17" Leichtmetallgussfelge mit drei Speichen | 3,50 × 17" Leichtmetallgussfelge | 3,50 × 17" Leichtmetallgussfelge                                                                                     | 3,50 × 17" Leichtmetallgussfelge                                                                | 3,50 × 17" Leichtmetallgussfelge                                                                |
| Felgen hinten                    | 5,50 × 17" Leichtmetallgussfelge mit drei Speichen                                              | 5,50 × 17" Leichtmetallgussfelge mit drei Speichen                                              | 5,50 × 17" Leichtmetallgussfelge mit drei Speichen | 5,50 × 17" Leichtmetallgussfelge mit drei Speichen | 5,50 × 17" Leichtmetallgussfelge | 5,50 × 17" Leichtmetallgussfelge                                                                                     | 5,50 × 17" Leichtmetallgussfelge                                                                | 5,50 × 17" Leichtmetallgussfelge                                                                |
| Bereifung vorne                  | 130/70 ZR16                                                                                     | 120/70ZR17 (58W)                                                                                | 120/70ZR17 (58W) | 120/70ZR17 (58W) | 120/70ZR17 (58W) | 120/70ZR17 (58W) | 120/70ZR17 (58W)                                                                                | 120/70ZR17 (58W)                                                                                |
| Bereifung hinten                 | 180/55ZR17 (73W)                                                                                | 180/55ZR17 (73W)                                                                                | 180/55ZR17 (73W) | 180/55ZR17 (73W) | 180/55ZR17 (73W) | 180/55ZR17 (73W) | 180/55ZR17 (73W)                                                                                | 180/55ZR17 (73W)                                                                                |
| Bremsen vorne                    | 296-mm-Doppelscheibenbremse mit Doppelkolbenbremszangen, schwimmend gelagerten Bremsscheiben    | 296-mm-Doppelscheibenbremse mit Doppelkolbenbremszangen, schwimmend gelagerten Bremsscheiben    | 296-mm-Doppelscheibenbremse mit Doppelkolbenbremszangen, schwimmend gelagerten Bremsscheiben | 296-mm-Doppelscheibenbremse mit Doppelkolbenbremszangen, schwimmend gelagerten Bremsscheiben | 296-mm-Doppelscheibenbremse mit Doppelkolbenbremszangen, schwimmend gelagerten Bremsscheiben                                                                                                  | 296-mm-Doppelscheibenbremse mit Doppelkolbenbremszangen, schwimmend gelagerten Bremsscheiben                         | 296-mm-Doppelscheibenbremse mit Dreikolbenbremszangen, schwimmend gelagerten Bremsscheiben      | 296-mm-Doppelscheibenbremse mit Dreikolbenbremszangen, schwimmend gelagerten Bremsscheiben      |
| Bremsen hinten                   | 220-mm-Scheibenbremse mit Einkolbenbremszange                                                   | 220-mm-Scheibenbremse mit Einkolbenbremszange                                                   | 220-mm-Scheibenbremse mit Einkolbenbremszange | 220-mm-Scheibenbremse mit Einkolbenbremszange | 240-mm-Einscheibenbremse mit Einkolbenbremszange | 240-mm-Einscheibenbremse mit Einkolbenbremszange                                                                     | 240-mm-Einscheibenbremse mit Einkolbenbremszange                                                | 240-mm-Einscheibenbremse mit Einkolbenbremszange                                                |
| ABS                              |                                                                                                 |                                                                                                 | | | optional Combined ABS (mit Dreikolbenbremszangen) | optional Combined ABS (mit Dreikolbenbremszangen)                                                                    | Combined ABS                                                                                    | Combined ABS                                                                                    |
| Abmessungen (L×B×H)              | 2080 × 740 × 1055 mm                                                                            | Hornet: 2080 × 740 × 1065 mm Hornet-S: 2095 × 740 × 1175 mm                                     | 2100 × 710 × 1070 mm | 2100 × 710 × 1070 mm | 2090 × 740 × 1095 mm | 2085 × 760 × 1090 mm                                                                                                 | 2150 × 750 × 1070 mm                                                                            | 2150 × 740 × 1075 mm                                                                            |
| Radstand                         | 1420 mm                                                                                         | 1425 mm                                                                                         | 1420 mm | 1420 mm | 1435 mm | 1435 mm | 1435 mm                                                                                         | 1435 mm                                                                                         |
| Sitzhöhe                         | 795 mm                                                                                          | 790 mm                                                                                          | 790 mm | 790 mm | 800 mm | 800 mm | 800 mm                                                                                          | 800 mm                                                                                          |
| Bodenfreiheit                    | 135 mm                                                                                          | 140 mm                                                                                          | | | 135 mm | 135 mm | 135 mm                                                                                          | 135 mm                                                                                          |
| Tankinhalt                       | 16 l                                                                                            | 16 l                                                                                            | 17 l | 17 l | 19 l | 19 l | 19 l                                                                                            | 19 l                                                                                            |
| Trockengewicht                   | 176 kg                                                                                          | Hornet: 176 kg Hornet S: 178 kg                                                                 | 178 kg | 178 kg | 173 kg / ABS 177 kg | |                                                                                                 |                                                                                                 |
| Gewicht (fahrfertig-vollgetankt) | 196 kg                                                                                          | Hornet: 196 kg Hornet S: 198 kg                                                                 | 203 kg | 203 kg | 198 kg / ABS 203 kg | 198 kg / 205 kg | 207 kg                                                                                          | 200 kg                                                                                          |
| max. Zuladung                    |                                                                                                 | 188 kg                                                                                          | | | 188 kg | 197 kg / 190 kg | 188 kg                                                                                          | 188 kg                                                                                          |
| Zul. Gesamtgewicht               | 384 kg                                                                                          | Hornet: 384 kg / Hornet-S: 386 kg                                                               | | | 386 kg | 395 kg | 395 kg                                                                                          | 395 kg                                                                                          |
| Farben                           | Silber, Blau, Gelb, Rot                                                                         | Hornet: Gelb, Schwarz, Blau, Silber Hornet-S: Blau, Schwarz, Silber                             | 2003: Candy Xenon Blue;mat Xenon Blue Met.;Schwarz;mat Plutonium Silver MET.; Pearl Cool White (NHA16P) 2005: Bombay Orange Metallic; Quasar Silver Metallic; Interstellar Black Metallic; Matte Satin Blue Metallic | 2003: Candy Xenon Blue;mat Xenon Blue Met.;Schwarz;mat Plutonium Silver MET.; Pearl Cool White (NHA16P) 2005: Bombay Orange Metallic; Quasar Silver Metallic; Interstellar Black Metallic; Matte Satin Blue Metallic | 2007: Pearl Amber Yellow, Pearl Nightstar Black, Pearl Siena Red, Candy Xenon Blue 2008: Pearl Amber Yellow, Pearl Nightstar Black, Pearl Cool White, Pearl Fiji Blue, Quasar Silver Metallic | Pearl Acid Yellow und schwarz, Pearl Nightstar Black, Pearl Siena Red, Pearl Cool White (mit rot-schwarzen Streifen) | Pearl Sprint Yellow, Pearl Nightstar Black, Pearl Cool White                                    | Mat Cynos Grey Metallic, Pearl Pacific Blue, Pearl Cool White                                   |

- Starter: Elektrostarter
- Getriebe: 6 Gänge
- Endantrieb: O-Ring-Kette
- Sitzplätze: 2